# Celio Calcagnini
Pour les articles homonymes, voir Calcagnini.

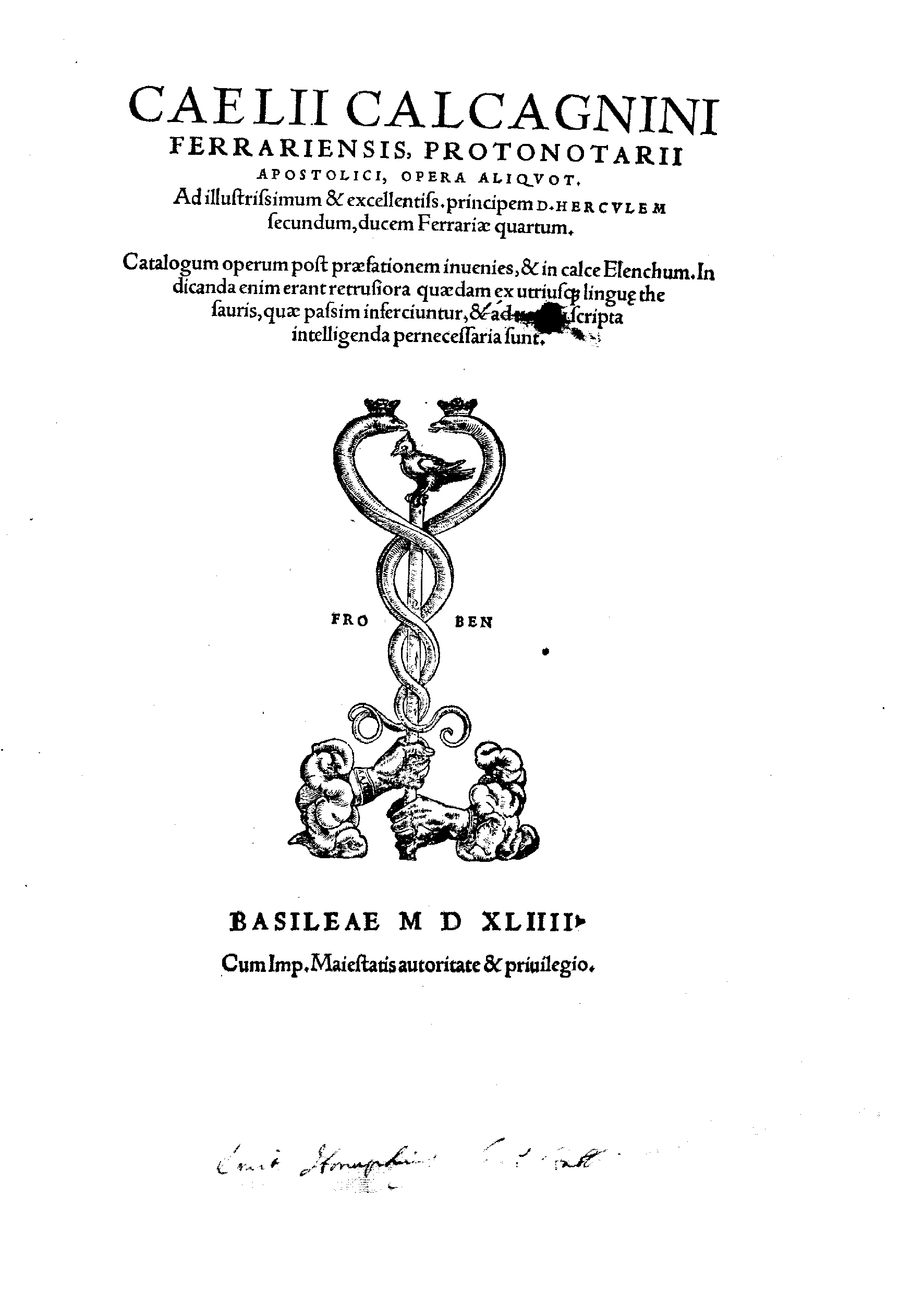
Opere, 1544

Celio Calcagnini ou Caelius Calcagninus, né à Ferrare le 17 septembre 1479 où il est mort le 24 avril 1541, est un scientifique et humaniste italien.

## Biographie
Soldat et universitaire, il devient diplomate dans la chancellerie d'Hippolyte Ier d'Este. Consulté par Richard Croke au nom d' Henri VIII d'Angleterre sur la question de son divorce, il est surtout connu pour avoir eu une influence très importante sur les idées littéraires et linguistiques de François Rabelais dont il est présumé qu'il l'a rencontré en Italie comme professeur de Clément Marot.
Érasme fait son éloge. Giovanni Battista Giraldi, un de ses anciens étudiants, lui succède à l'Université de Ferrare.
Calcagnini s’intéressa aussi à la rotation de la Terre et a connu Copernic à Ferrare au début du XVIe siècle. Son Quod Caelum Stet, Terra Moveatur est un élément précurseur du De Revolutionibus de Copernic.

## Publication
- Opera aliquot (1544) Antonio Musa Brasavola, son exécuteur testamentaire en est l'éditeur.